# 肥皂泡

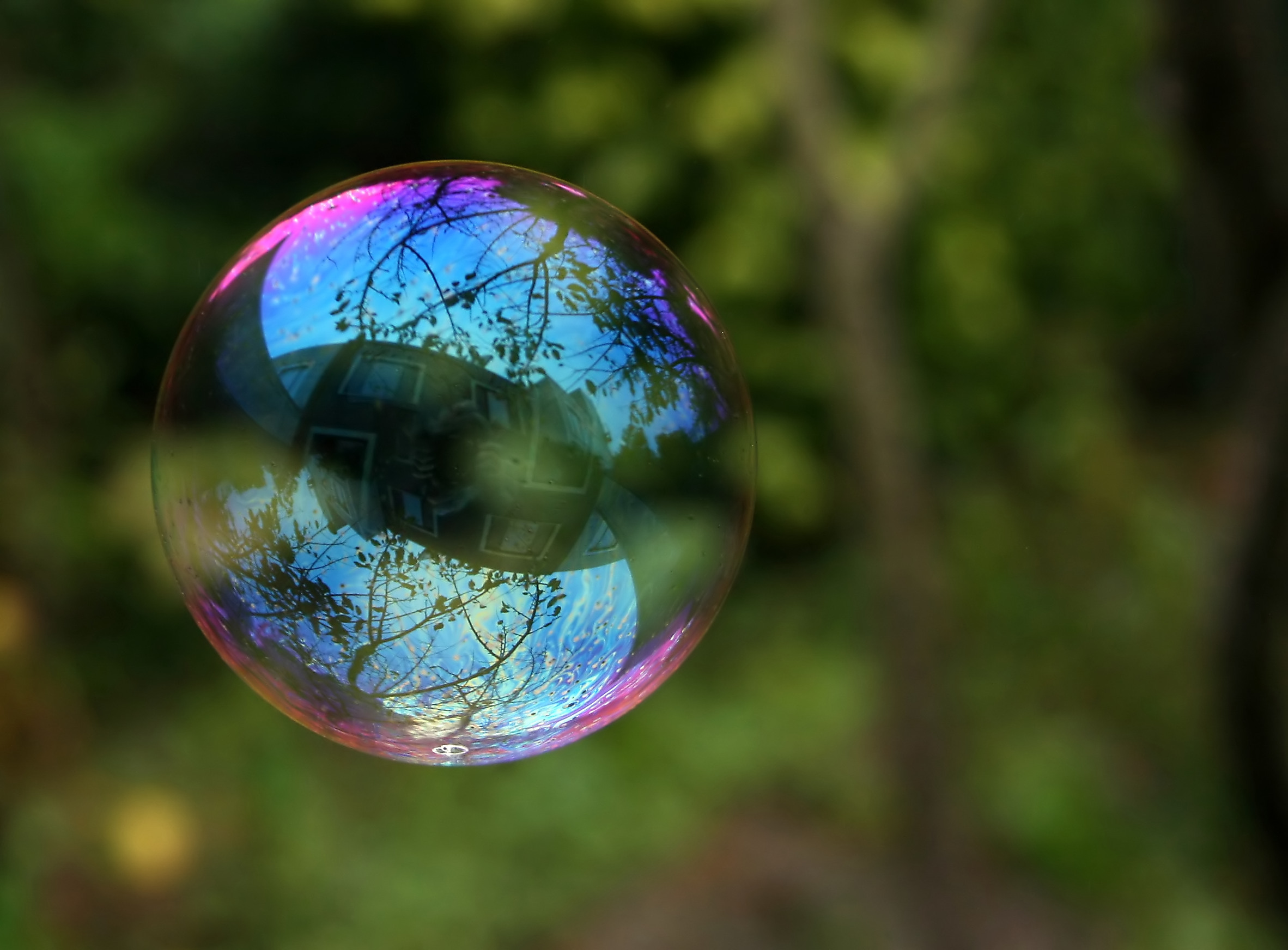
一个肥皂泡

肥皂泡是肥皂产生的一种非常薄的虹彩的表面膜。肥皂泡的存在時間通常很短，它们會因触碰其它物体或維持於空氣中太久而破裂（地心吸力令肥皂泡上方的膜變薄）。肥皂泡还可能帮助解决空间的复杂的数学问题，因为他们总是会找到点或者边之间的最小表面。

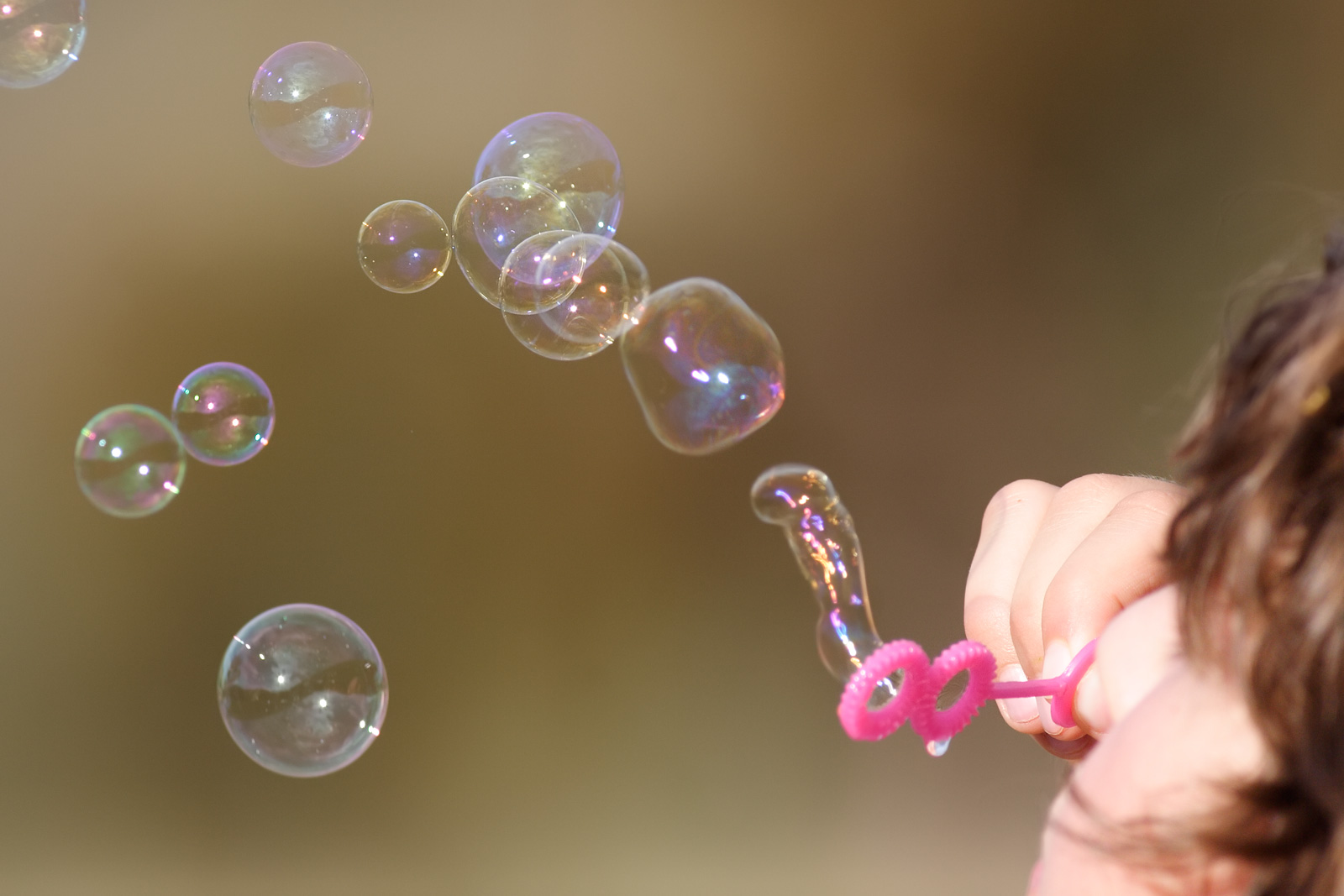
一个小女孩在吹肥皂泡

## 物理

### 表面张力和形状

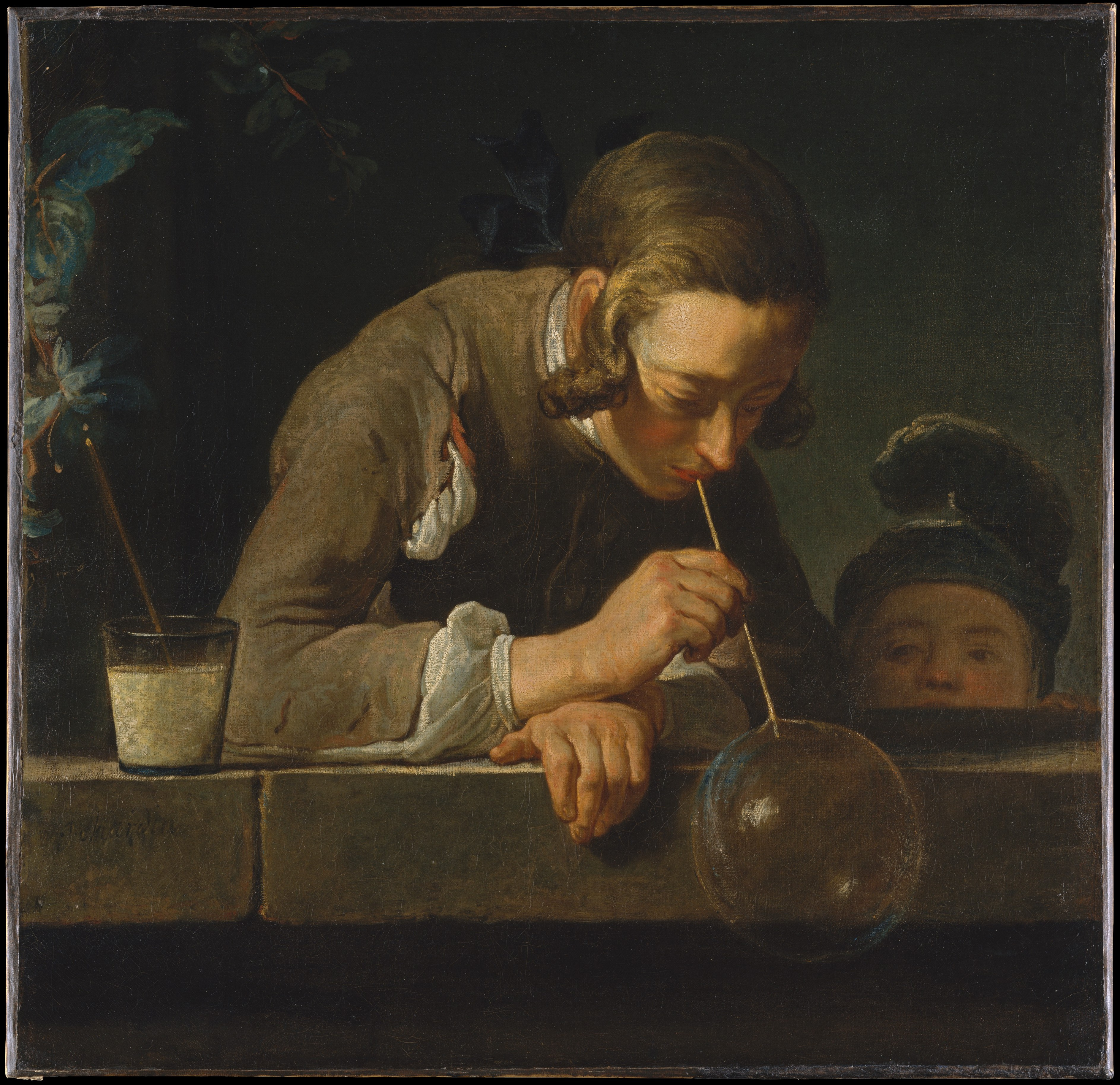
肥皂泡，尚·巴蒂斯特·西梅翁·夏丹於18世纪所畫。

肥皂泡的存在是因为液体（通常是水）的表面层有一种特定的表面张力，它导致该层的行为像弹性膜。一个常见误解是以为肥皂增加了水的表面张力。实际上肥皂做了相反的事情，它将张力减少到大约是纯水的三分之一。肥皂不增强泡泡，它只是稳定它们，通过一种称为馬倫哥尼效應的作用。随着肥皂膜的拉伸，肥皂的密度减小，使得表面张力增加。这样，肥皂选择性的加强了气泡的最弱部分并倾向于防止它们被进一步拉伸。另外，肥皂也减少了蒸发，使得气泡维持更久。
它们的球形形状也是由于表面张力造成的。该张力导致肥皂形成一个圆球，因为球是给定体积最小的表面积的形状。这个形状可以明显地被气流所扭曲，因而可以通过向它吹气而改变。但是如果一个气泡在静止空气中下沉，它会保持非常接近球形，比卡通式的雨滴更接近。当一个下沉物体接近它的极限速度时，作用在其上的拉力等于其重量，因为气泡的重量和同体积的雨滴相比要小得多，它的形变要小得多。（这两种情况的表面张力相似：肥皂将水的表面张力减少到约三分之一，但它实际上又被加倍了，因为膜有内外两层表面。）

### 凝结
在零下15°C（5°F）的温度下吹入空气的肥皂泡会在接触到一个表面时凝结。其内部的空气会逐渐扩散出去，导致气泡在其自身重力下坍塌。
在−25 °C（−13 °F）的温度下，气泡会在空气中凝结并可能在触地时散开。当在这样的低温下时，肥皂泡用暖的气息吹出，它最初会凝结成几乎完美的球形，但当暖气冷却并因此而减小体积时会带来气泡的部分坍塌。在这样的低温下成功吹出的肥皂泡体积总是很小：它将很快凝结而继续吹会使气泡破裂。
在温度增加到0 °C时肥皂泡会凝结得慢些。 

### 合并

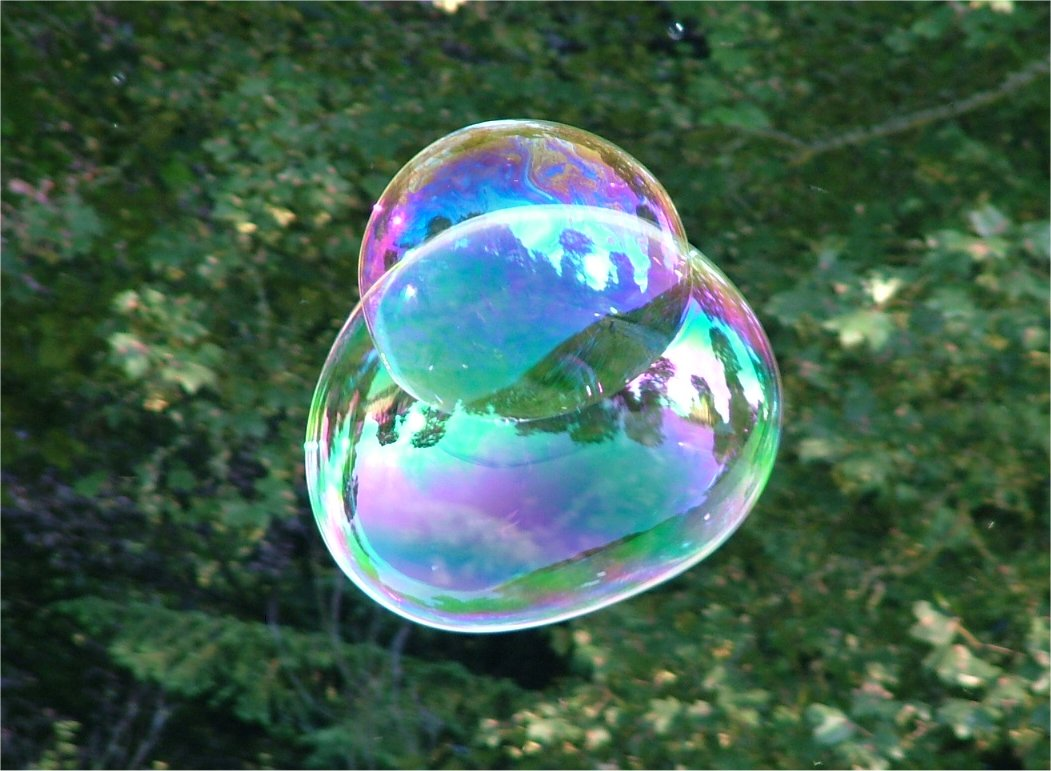
肥皂泡可以容易的合并

当两个气泡合并时，同样的物理原理作用在其上，气泡会采取最小可能表面积的形状。他们的公共壁会凸向大的肥皂泡，因为小的肥皂泡有更大的内压力。若肥皂泡大小相同，壁是平的。
在两个或多个肥皂泡相遇的点，它们自动会变成三个肥皂泡壁交汇于一条线，分别以120°的角度分隔。这是最有效的选择，这也是为什么蜂窝的胞腔采用同样的120°角因而形成六边形的原因。只有四个气泡壁会交汇于一点，从该点出去的每三个气泡壁所共享的线之间的角度为109.47°。

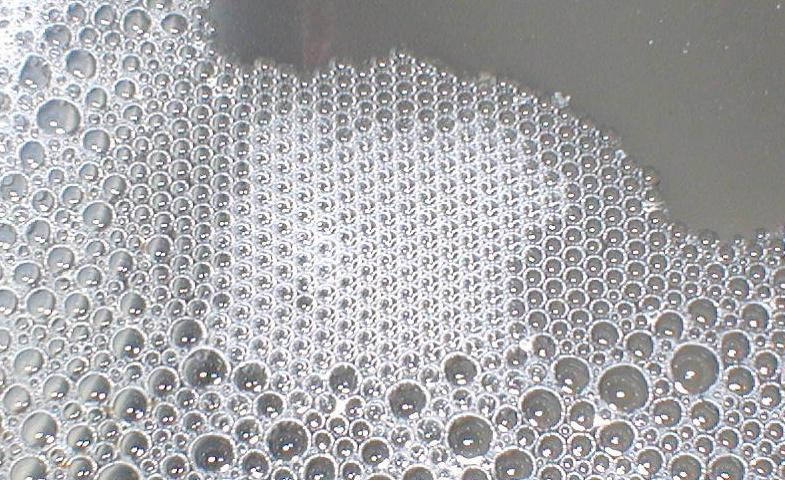
在洗槽中的肥皂泡

### 干涉和反射
肥皂泡的虹彩颜色是光波的干涉所造成。当光撞击在膜上，其一部分被外表面反射，而另外一些穿过薄膜并在内外两个表面间来回反射后重新穿出。最后观测到的反射由所有这些反射的干涉所决定。因为每段在薄膜中的行程导致一些相位偏移，它和薄膜的厚度成正比而和波长成反比，干涉的结果依赖于这两个量。这样，在一个给定的厚度，干涉对于某些波长是增强的而对另外一些是减弱的，所以白光射在膜上会带著随着厚度改变的色调被反射回来。
随着肥皂泡由于蒸发而变薄可以看到色彩的改变。厚一些的壁消去红（长一些）的波长，这样会导致蓝—绿反射。后来，更薄的壁会消去黄（剩下蓝光），然后绿（剩下洋紅色），然后蓝（剩下黄）。最后，当肥皂泡的壁变得比可见光的波长更薄很多时，所有可见频段被消去就看不到反射。当这个状态被观测到时，壁薄大约25纳米，可能就快爆了。
干涉现象也依赖于光线射到膜上的角度，这个现象称为虹彩。所以，即使肥皂泡的壁的厚度均匀，我们依然可以看到由于曲率和/或运动带来的色彩的变化。但是，壁的厚度会由于重力将液体往下拉而持续改变，所以色彩的带子会向下移动就如平常所见那样。

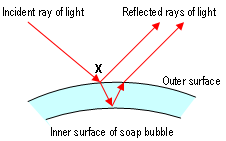
上图中光线照在表面的X点。一些光线被反射，但有些穿过气泡壁并在另外一面反射。
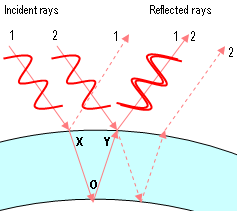
这个图中，我们看到两束红光（射线1和射线2）。两束光都象之前那样分裂并沿着两个可能的路径，但我们只对实线表示的路径感兴趣。考虑在Y汇集的束。它由两条重叠的光线组成：穿过气泡壁的光线1的一部分和光线2从外壁反射的一部分。光线1比比光线2多走了XOY。因为XOY刚好对应红光的波长，两个射线相位相同（波峰和波谷分别重合）。
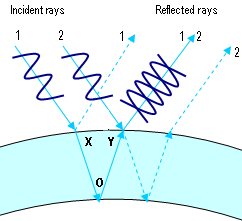
这个上面的示意图相仿只是波长不同。这次XOY不是波长的整数倍，因此光线1和2达到y点的时候不同步。光线1的波谷和光线2的波峰重合互相抵消。最后的效果是对于气泡的这个厚度没有什么蓝光被反射。
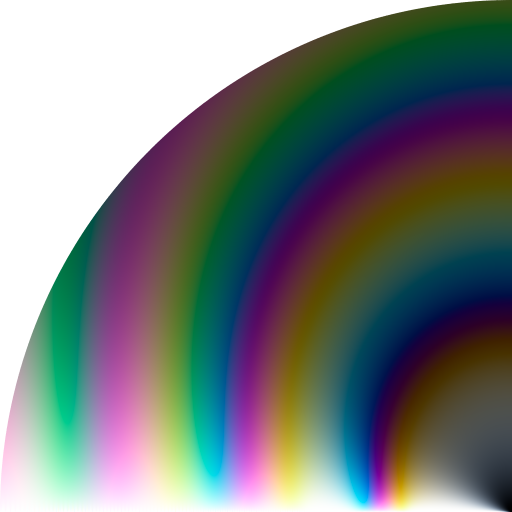
这个计算出来的图像显示一个水的薄膜在非极化的白光照射下反射的色彩。半径和膜的厚度相同，而极角和入射角相等。

## 数学性质
肥皂泡也是极小曲面问题的物理诠释，这是数学和自然科学在过去15年中有很多研究的一个领域。例如，从1884年就已知球形肥皂泡是包容给定体积的空气的极小面积的办法（赫爾曼·阿曼杜斯·施瓦茨的一个定理），但直到2000年才证明两个合并的肥皂泡提供了包含两团给定体积的空气并且表面积极小的最佳办法。这被称为双泡定理。
肥皂膜试图极小化他们的表面积，也就是说，极小化他们的表面能量。因而对于一个孤立的肥皂泡，极佳的形状就是一个球。很多聚集在一起的肥皂泡有复杂得多的形状。参看韋爾—費倫結構，该条目有一段关于这个的讨论称为克卜勒猜想，以及普拉托定律，该条目有肥皂膜的结构的讨论。

## 如何制造肥皂泡
最简单的办法是使用商业制造的肥皂泡液（作为玩具销售），或者简单的加一些洗碗皂到水里。但是，后面的方法可能没有预期的效果，有些改进配方的技巧：

### 添加剂
- 添加一些降低水的表面张力的物质，例如液体肥皂或者儿童洗发膏。这些添加剂中肥皂越纯（越少香水等杂质），或者肥皂越好，效果越显著。
- 增厚水膜的物质。最常用的是甘油（可在药店买到），它也能使肥皂泡更富色彩。糖,冰糖或者糖浆有类似的效果。将糖溶于热水可能效果更佳。但是肥皂泡也可能变得太厚和太重，所以不要过量加入增厚剂很重要。
- 蒸馏水。因为自来水含有钙离子，而它们会吸附在肥皂上，所以蒸馏水效果更好。

### 加工过程
- 将肥皂液放于敞口容器中过夜，可以将其变浓。但是，如果溶液过重可能不利于产生肥皂泡。
- 肥皂液表面的泡沫浮沫可以通过轻微搅拌并掠掉它们，或者等它们消失。
- 产生肥皂泡的容易程度取决于很多因素。每种肥皂都不同，而环境条件也影响效果。例如，多尘的空气是不利的，多风也不利。而且，空气越湿润越好，这样在雨天制作肥皂泡更容易。总結起来，发现完美方案的办法是试差法（试错法）。

### 气泡吹制器

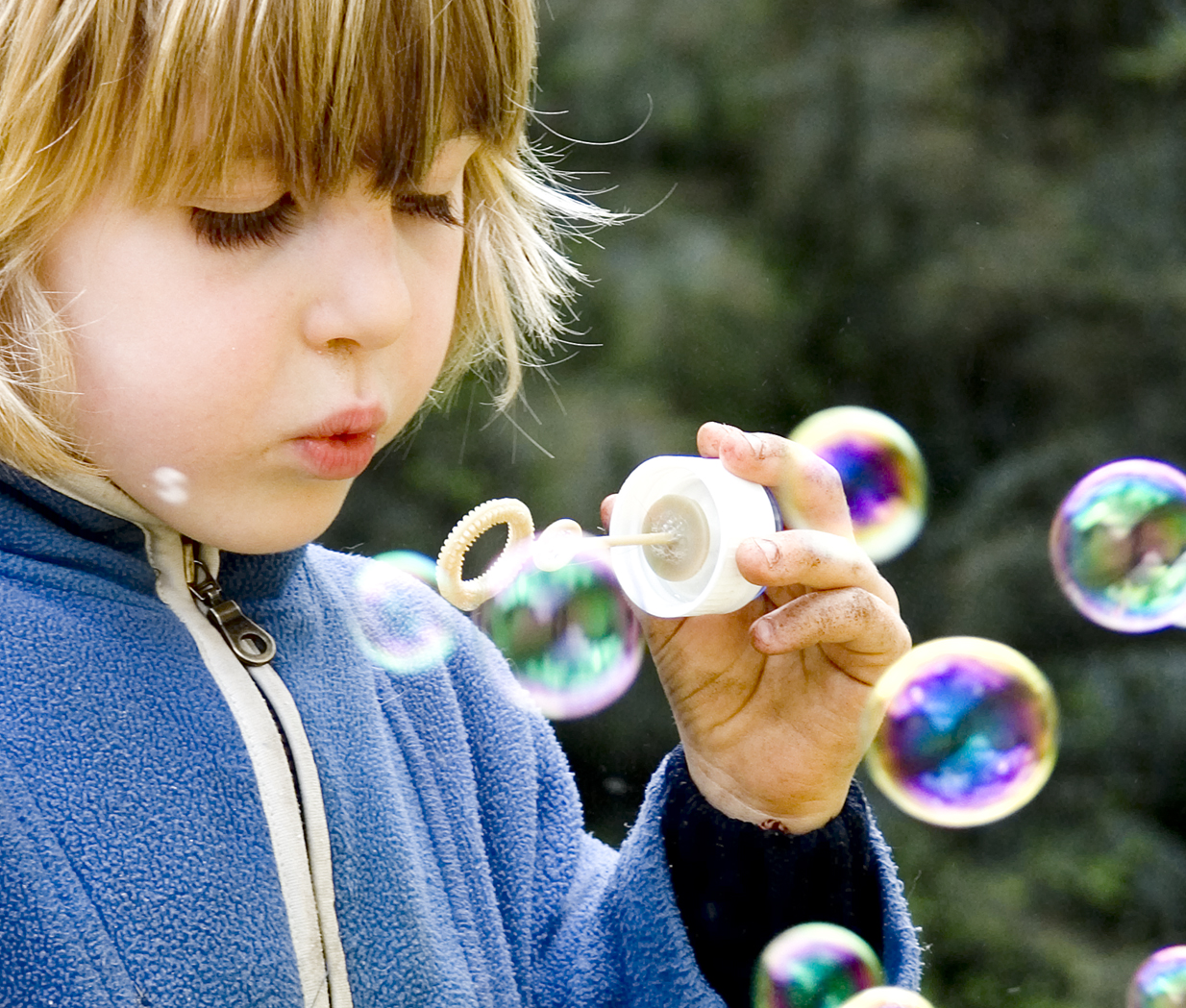
一个小朋友在使用黄色的泡泡吹制器

最简单的是使用和商品肥皂泡液一起卖的塑料吹制器。但是，因为吹制器的直径决定了肥皂泡的尺寸，有时候需要自制吹制器。
多数环形结构可以被采用。譬如可以将铁丝弯成环形并加上一个柄，铁丝需要足够粗以维持环的形状。可以绕着铁丝缠上棉线或纱布使得肥皂水更容易粘在环上。
Klutz Press推广了一种“巨型肥皂泡”吹制器，它采用布圈带塑料手柄，并带一个活动部件允许环轻柔的开或闭。Klutz出售肥皂泡手册教授技巧和有趣的想法，通常附带可以立即使用的肥皂泡圈。
肥皂泡也可以用肥皂泡管吹制，它用塑料制成，通常形如烟斗，有时带有多个槽。肥皂泡溶液倒进管的槽中；在“烟嘴”吹气就能在槽中产生气泡。

## 表演艺术

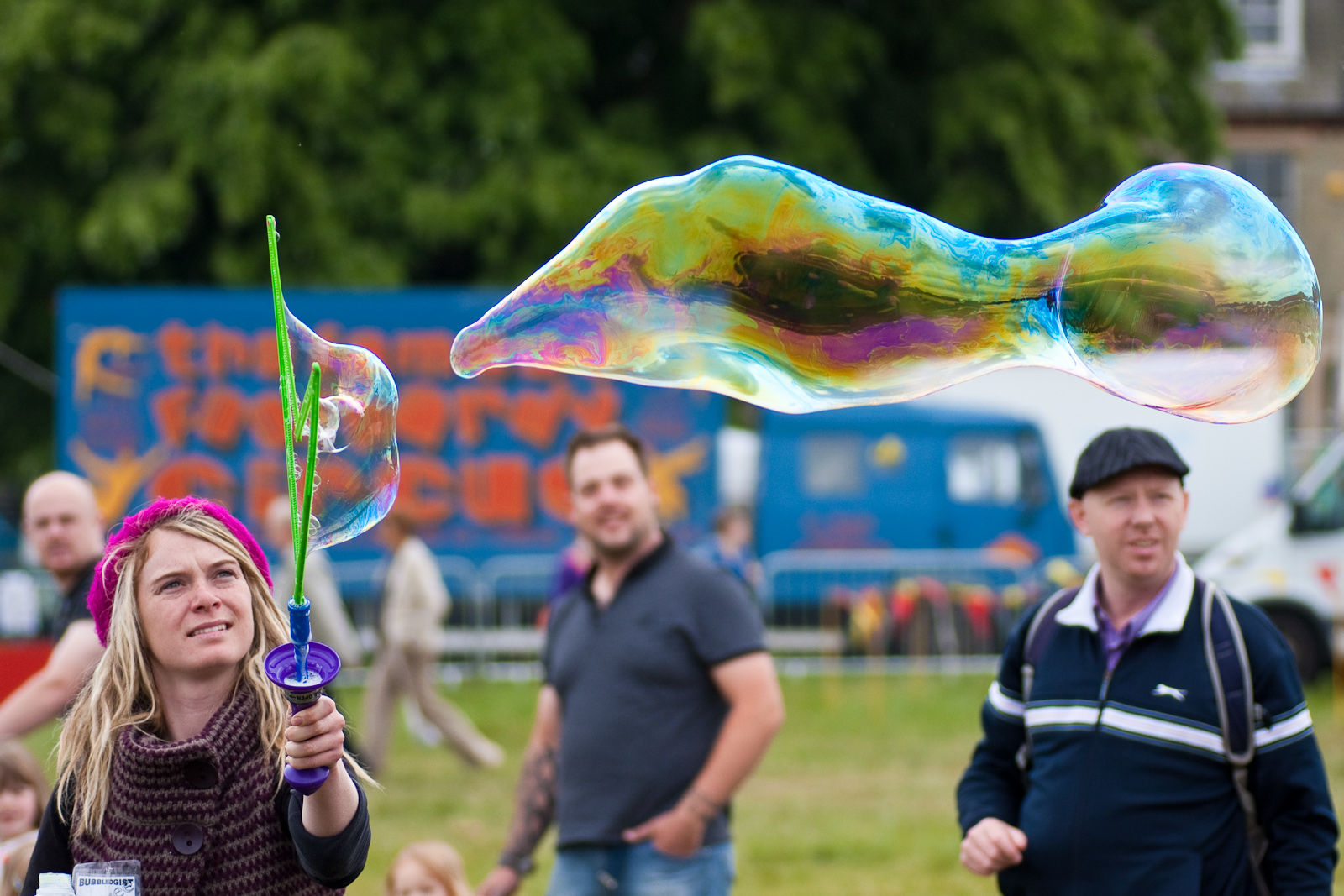
这位女士拿着一个专业起泡器

肥皂泡表演融合了娱乐和艺术创作。他们需要高度的技巧和完美的溶液。有些艺术家能产生巨大的气泡，做成物体甚至人物形状。也有一些能够制作立方体，四面体和其它形体或者雕塑。肥皂泡通常空手处理。为增加视觉效果，他们有时用烟或者氦气填充并配以激光或火焰。肥皂泡也可以用天然气之类的可燃气体填充然后点燃。当然，这会毁掉该肥皂泡。

## 相關
- 泡沫經濟